# 49. ročník udílení Zlatých glóbů
49. ročník udílení Zlatých glóbů probíhal dne 18. ledna 1993 v hotelu Beverly Hilton v Beverly Hills. Nominace byly oznámeny dne 27. prosince 1991.

## Vítězové a nominovaní

### Film
| Nejlepší film (drama) | Nejlepší film (komedie / muzikál) |
| --- | --- |
| Bugsy - JFK - Thelma a Louise - Pán přílivu - Mlčení jehňátek | Kráska a zvíře - Dobrodruzi z velkoměsta - Smažená zelená rajčata - The Commitments - Král rybář |
| Nejlepší herec (drama) | Nejlepší herečka (drama) |
| Nick Nolte – Pán přílivu - Warren Beatty – Bugsy - Kevin Costner – JFK - Robert De Niro – Mys hrůzy - Anthony Hopkins – Mlčení jehňátek | Jodie Foster – Mlčení jehňátek - Annette Bening – Bugsy - Geena Davis – Thelma a Louise - Laura Dern – Popínavá růže - Susan Sarandon – Thelma a Louise                                                     |
| Nejlepší herec (komedie / muzikál) | Nejlepší herečka (komedie / muzikál) |
| Robin Williams – Král rybář - Jeff Bridges – Král rybář - Billy Crystal – Dobrodruzi z velkoměsta - Dustin Hoffman – Hook - Kevin Kline – Bublifuk | Bette Midler – For the Boys - Ellen Barkin – Proměna - Kathy Bates – Smažená zelená rajčata - Anjelica Huston – Addamsova rodina - Michelle Pfeifferová – Frankie a Johnny                                  |
| Nejlepší herec ve vedlejší roli | Nejlepší herečka ve vedlejší roli |
| Jack Palance – Dobrodruzi z velkoměsta - Ned Beatty – Poslouchej mou píseň - John Goodman – Barton Fink - Harvey Keitel – Bugsy - Ben Kingsley – Bugsy | Mercedes Ruehl – Král rybář - Nicole Kidman – Billy Bathgate - Diane Ladd – Popínavá růže - Juliette Lewis – Mys hrůzy - Jessica Tandy – Smažená zelená rajčata                                             |
| Nejlepší režie | Nejlepší scénář |
| Oliver Stone – JFK - Barry Levinson – Bugsy - Jonathan Demme – Mlčení jehňátek - Terry Gilliam – Král rybář - Barbra Streisand – Pán přílivu | Thelma a Louise – Callie Khouri - Bugsy – James Toback - Grand Canyon – Lawrence Kasdan a Meg Kasdan - JFK – Zachary Sklar a Oliver Stone - Mlčení jehňátek – Ted Tally                                     |
| Nejlepší filmová píseň | Nejlepší hudba |
| "Beauty and the Beast“ – Peabo Bryson a Céline Dion – Kráska a zvíře - "Be Our Guest“ – Angela Lansburyová a Jerry Orbach – Kráska a zvíře - "Dreams to Dream“ – Americký ocásek 2 - "(Everything I Do) I Do It for You“ – Robin Hood: Král zbojníků - "Tears in Heaven“ – Eric Clapton – Opojeni | Kráska a zvíře – Alan Menken - Hráči na vinici Páně – Zbigniew Preisner - Bugsy – Ennio Morricone - Znovu po smrti – Patrick Doyle - For the Boys – Dave Grusin - Robin Hood: Král zbojníků – Michael Kamen |
| Nejlepší cizojazyčný film | |
| Evropa, Evropa (Německo) - Dvojí život Veroniky (Francie) - Vysoké podpatky (Španělsko) - Ztracený na Sibiři (USSR) - Paní Bovaryová (Francie) - Nikita (Francie) | |

### Televize
| Nejlepší televizní seriál (drama) | Nejlepší televizní seriál (komedie) |
| --- | --- |
| Zapadákov - Beverly Hills 90210 - I'll Fly Away - Právo v Los Angeles - Zákon a pořádek | Brooklyn Bridge - Na zdraví - Městečko Evening Shade - Murphy Brown - The Golden Girls |
| Nejlepší herec v seriálu (drama) | Nejlepší herečka v seriálu (drama) |
| Scott Bakula – Quantum Leap - Mark Harmon – Reasonable Doubts - James Earl Jones – Pros & Cons - Rob Morrow – Zapadákov - Carroll O'Connor – In the Heat of the Night - Sam Waterston – I'll Fly Away                        | Angela Lansburyová – To je vražda, napsala - Susan Dey – Právo v Los Angeles - Sharon Gless – The Trials of Rosie O'Neill - Marlee Matlin – Reasonable Doubts - Janine Turner – Zapadákov                                     |
| Nejlepší herec v seriálu (komedie / muzikál) | Nejlepší herečka v seriálu (komedie / muzikál) |
| Burt Reynolds – Městečko Evening Shade - Ted Danson – Na zdraví - Neil Patrick Harris – Doogie Howser, M.D. - Craig T. Nelson – Coach - Ed O'Neill – Ženatý se zavázky                                                       | Candice Bergen – Murphy Brown - Kirstie Alleyová – Na zdraví - Jamie Lee Curtis – Anything But Love - Roseanne Barr – Roseanne - Katey Sagal – Ženatý se zavázky                                                              |
| Nejlepší minisérie nebo TV film | |
| One Against the Wind - Ve jménu dítěte - The Josephine Baker Story - Sarah prostá a neuvěřitelná - Separate But Equal | |
| Nejlepší herec v minisérii nebo TV filmu | Nejlepší herečka v minisérii nebo TV filmu |
| Beau Bridges – Bez varování: Skutečný příběh Jamese Bradyho - Sam Elliott – Kovboj Conagher - Peter Falk – Columbo: Columbo a vražda rockové hvězdy - Sam Neill – One Against the Wind - Sidney Poitier – Separate But Equal | Judy Davisová – One Against the Wind - Glenn Close – Sarah prostá a neuvěřitelná - Sally Kirkland – Pronásledovaní - Jessica Tandy – Pohádková babička - Lynn Whitfield – The Josephine Baker Story                           |
| Nejlepší vedlejší herec v seriálu, minisérii nebo TV filmu | Nejlepší vedlejší herečka v seriálu, minisérii nebo TV filmu |
| Louis Gossett, Jr. – The Josephine Baker Story - Larry Drake – Právo v Los Angeles - Michael Jeter – Městečko Evening Shade - Richard Kiley – Separate But Equal - Dean Stockwell – Quantum Leap                             | Amanda Donohoe – Právo v Los Angeles - Sammi Davis – Mírová bojiště - Faith Ford – Murphy Brown - Estelle Getty – The Golden Girls - Park Overall – Empty Nest - Rhea Perlman – Na zdraví - Jean Stapleton – Fire in the Dark |